# Old Washington
Le village américain de Old Washington est situé dans le comté de Guernsey, dans l’Ohio. Lors du recensement de 2010, il comptait 279 habitants.